# Serpentyn szlachetny

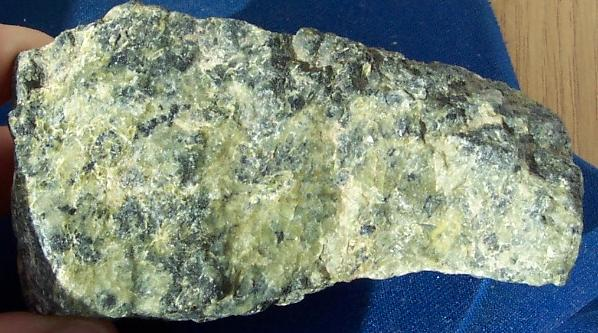
serpentynit

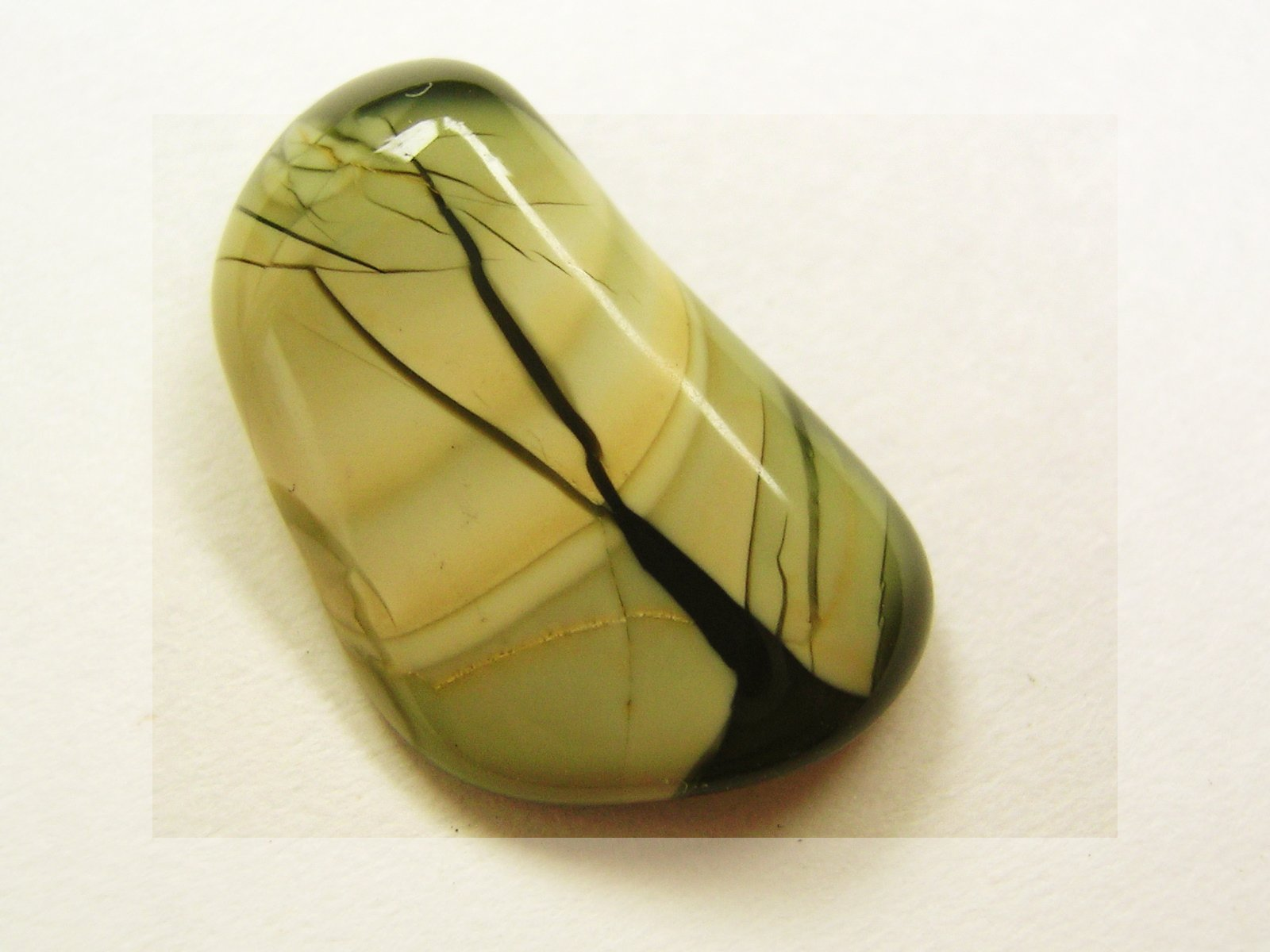
serpentynit

Serpentyn, serpentyn szlachetny – minerał z gromady krzemianów.

## Właściwości
- Wzór chemiczny: Mg 6 [(OH) 8|Si4O10] – zasadowy krzemian magnezu
- Układ krystalograficzny: jednoskośny
- Twardość: 2,5-5,5
- Gęstość: 2,44—2,52
- Rysa: biała
- Barwa: zielona, żółtawa, często plamiaste
- Przełam: muszlowy, haczykowaty, zwięzły
- Połysk: tłusty do jedwabistego
- Łupliwość: doskonała
- Stopień przezroczystości: przezroczysty do nieprzezroczystego
- Współczynnik załamania światła: 1,560-1,571
- Dwójłomność: +0,008 do +0,014
- Dyspersja: brak
- Pleochroizm: brak
- Fluorescencja: williamsyt – słaba, zielonkawa

U serpentynu istnieją dwie struktury skupień: blaszkowy – antygoryt (serpentyn blaszkowy) i włóknisty – chryzotyl (serpentyn włóknisty). Odmiany cienkowłókniste noszą nazwę azbestu serpentynowego. 
Serpentyn jest wrażliwy na kwasy. 
Odmiany:
- Basyt – jedwabiście lśniący serpentyn o pokroju krystalicznym bronzytu – pseudomorfoza serpentynu po bronzycie.
- Bowenit – jabłkowozielona odmiana serpentynu, często przesycona jasnymi plamami.
- Connemara – zrost zielonego serpentynu z marmurem.
- Verde antico – zielona skała, poprzecinana białymi żyłkami kalcytu, dolomitu, brekcja serpentyninowa. W handlu określana mianem serpentynu.
- Williamsyt - oliwkowozielona odmiana serpentynu, często z czarnymi wrostkami.

## Występowanie
Minerał wtórny powstający wskutek hydrotermicznego przeobrażenia składników skał ultramaficznych i maficznych (oliwiny, pirokseny, amfibole). Występuje w żyłach łupków, marmurów i wapieni. Współwystępuje z chlorytem, oliwinem, chromitem, magnetytem, dolomitem, talkiem, kwarcem, opalem.
Miejsca występowania: Niemcy – Turyngia, Saksonia, Austria – Tyrol, Rosja – Ural, Kanada – Quebec, RPA, Zimbabwe. 
W Polsce - na Dolnym Śląsku i w Sudetach.

## Zastosowanie
- interesuje kolekcjonerów
- wykorzystywany do wyrobu drobnej galanterii ozdobnej, rzeźb, różnych przedmiotów użytkowych.
- bywa wykorzystywany w jubilerstwie do wyrobu taniej biżuterii